# Етиен Чизекеди
Етиен Чизекеди ва Мулумба (на френски: Étienne Tshisekedi wa Mulumba) е политик от Демократична република Конго.

## Биография
Той е роден на 14 декември 1932 година в Лулуабур (днес Кананга) и произлиза от етническата група луба. През 1961 година завършва католическия Университет „Лованиум“ в Леополдвил, след което се занимава с политическа дейност. През 1982 година е сред основателите на опозиционната партия Съюз за демокрация и социален прогрес, която оглавява до наши дни. На няколко пъти за кратко е министър-председател – през септември-ноември 1991 година, през август 1992 – март 1993 година и през април 1997 година.
На съпъстваните от множество нарушения президентски избори през 2011 година Чизекеди е основният опозиционен кандидат и с 32% от гласовете остава втори след президента Жозеф Кабила.